# Ether (klassiek element)
Ether is een element waarvan in de Griekse Oudheid gedacht werd dat het geen aards element was en dat het de hemellichamen opriep. Ether was voor de Grieken het vijfde element, de kwintessens. Het was in de eerste plaats Aristoteles die het concept van de Ether in de filosofie introduceerde. Ether is naar de Griekse god Aether genoemd.

## De vier elementen
De Ionische natuurfilosofen vanaf de 6e eeuw v.Chr. veronderstelden het bestaan van een oerstof (archè) waaruit alle materie zou zijn voortgekomen. Zo dacht Thales van Milete aan Water als oerstof en Anaximander zag Lucht als een goede kandidaat. Waar ze het wel over eens waren, was dat alle materie op aarde was samengesteld uit de 4 elementen: Vuur, Aarde, Lucht en Water. Dit werd de basis waar latere filosofen hun eigen kosmogonie mee opbouwden.

## Plato
In Timaeus beschrijft Plato (5e, 4e eeuw v.Chr.) het ontstaan van de wereld en het heelal. Hier spelen de 4 klassieke elementen ook een belangrijke rol, maar Timaeus - die het verhaal vertelt - voegt daar nog een 'vijfde element' aan toe, en dat bezielt en ordent de levenloze materie, en zorgt er bovendien voor dat de planeten een 'volmaakte' cirkelvormige beweging maken.

## Aristoteles
Aristoteles (4e eeuw v.Chr.) kende de 4 elementen elk een grondeigenschap of 'kwaliteit' toe.
De kwaliteiten van de elementen volgens Aristoteles:
- Lucht is primair vochtig en secundair warm
- Vuur is primair warm en secundair droog
- Aarde is primair droog en secundair koud
- Water is primair koud en secundair vochtig

Aan deze 4 klassieke elementen van de Ionische filosofen voegde hij nog een 5e element, de Ether of kwintessens toe. Dit was volgens hem noodzakelijk omdat de 4 andere elementen aan verandering onderhevig waren. Hij redeneerde ook - naar het voorbeeld van zijn leermeester Plato - dat de hemellichamen, als ze er niet toe 'aangezet' zouden worden om zich in een volmaakte cirkel voort te bewegen, gewoon een rechte lijn zouden volgen. Die aanzet tot (eerste) beweging was Ether. In het systeem van Aristoteles had dit 5e element geen 'kwaliteiten' (vochtig, droog, koud en warm) waardoor het ook onveranderlijk was.

## Al Kindi
De Arabische filosoof Al Kindi (9e eeuw) vertaalde het werk van Aristoteles, de Neoplatonisten en de Griekse wiskundigen in het Arabisch. Ook hij accepteert net als Aristoteles het bestaan van een onveranderlijk vijfde element dat de hemelen vormde, maar denkt (in zijn metafysisch werk 'Over de eerste filosofie') dat dit alles door een God geschapen is aan het begin der tijden.

## Heinrich Cornelius Agrippa von Nettesheim
De filosoof en occultist Heinrich Cornelius Agrippa von Nettesheim (1486-1535) schreef De occulta philosophia libri tres waarin hij elementale magie beschrijft (gebruikmakend van de 4 elementen). Veel occulte effecten (in de magie) zijn volgens hem het resultaat van de "spiritus mundi" (wereldgeest), of kwintessens (vijfde element), die het universum doordringt en zich aan de menselijke rede onttrekt. Dit vijfde element is ook de kracht gebruikt door alchemisten in hun transmutaties.